# Premi CRM-Fields-PIMS
El Premi CRM-Fields-PIMS és un premi canadenc en les ciències matemàtiques. És donat anualment per tres matemàtiques canadenques instituts: el Centre de Recherches Mathématiques (CRM), l'Institut Fields, i el Pacific Institute for the Mathematical Sciences (PIMS).
El premi va ser establert el 1994 pel CRM i l'Institut Fields com a Premi CRM-Fields. El premi va prendre el seu nom actual quan les PIMS es va convertir en soci el 2005.
El premi està dotat amb un premi monetari de 10.000 $, finançat conjuntament pels tres instituts. El guanyador del premi inaugural va ser Donald Coxeter. Altres guanyadors dels premis destacats inclouen Stephen Cook i William Thomas Tutte. El premi es dona generalment a les persones amb l'excepció de 2003 quan se li va donar de forma conjunta a John McKay i a Edwin Perkins.

## Guanyadors
Font: Institut Fields
- 1995 – Donald Coxeter
- 1996 – George A. Elliott
- 1997 – James Arthur
- 1998 – Robert V. Moody
- 1999 – Stephen A. Cook
- 2000 – Israel Michael Sigal
- 2001 – William Tutte
- 2002 – John B. Friedlander
- 2003 – John McKay iEdwin Perkins
- 2004 – Donald Dawson
- 2005 – David Boyd
- 2006 – Nicole Tomczak-Jaegermann
- 2007 – Joel S. Feldman
- 2008 – Allan Borodin
- 2009 – Martin T. Barlow
- 2010 – Gordon Slade
- 2011 – Mark Lewis
- 2012 – Stevo Todorčević
- 2013 – Bruce Reed
- 2014 – Niky Kamran
- 2015 – Kai Behrend
- 2016 – Daniel Wise[1]